# 南部宣行
南部 宣行（なんぶ のぶゆき、1946年 - ）は、日本の経済学者。元早稲田大学政治経済学術院教授。専門は近代イギリス経済史。

## 略歴
1946年東京都神田区生まれ。1977年早稲田大学大学院経済学研究科博士課程満期退学。早稲田大学ア式蹴球部部長を務めた。

## 著作
- （鈴木健夫、川勝平太、原剛、菊池紘一、松本康正共著）『「最初の工業国家」を見る眼』(早稲田大学出版部、1987年)
- （鈴木健夫共編）『大英帝国の光と影』(早稲田大学現代政治経済研究所、1992年)
- （原剛・菊地紘一・松本康正・篠永宣孝共訳）ウイリアム・ウッドラフ『概説 現代世界の歴史―1500年から現代まで』(MINERVA西洋史ライブラリー)(ミネルヴァ書房、2003年)

## 参考
- 早稲田大学 研究者データベース

## 所属学会
- 社会経済史学会